# Struga (Tęgoborze)
Struga – przysiółek wsi Tęgoborze w Polsce, położony w województwie małopolskim, w powiecie nowosądeckim, w gminie Łososina Dolna. Leży nad Jeziorem Rożnowskim w rejonie ulicy Struga. Dawniej odrębna miejscowość nad Dunajcem.

## Historia
Struga była miejscowością w gminie jednostkowej, obejmującej Just, Strugę, Świdnik i Tęgoborze w Bezirk Neu-Sandec.
W latach 1975–1998 miejscowość administracyjnie należała do województwa nowosądeckiego.